# Roman Jankowski (żużlowiec)
Roman Jankowski (ur. 5 października 1957 w Kościanie) – polski żużlowiec i trener sportu żużlowego.

## Życiorys

### Życie prywatne
Ojciec Łukasza Jankowskiego i Marcina Jankowskiego, również żużlowców. Z żoną Ewą ma jeszcze syna Norberta, który także próbował swoich sił na żużlu.

### Kariera sportowa
Swoją karierę rozpoczął w roku 1975 zapisując się do żużlowej szkółki prowadzonej przez Andrzeja Pogorzelskiego w Lesznie. Pod jego okiem szybko rozwijał swoje umiejętności, dzięki czemu już po roku (29 kwietnia 1976) zadebiutował w barwach Unii Leszno w młodzieżowych zawodach żużlowych w Gnieźnie. Pierwszy start w lidze miał miejsce jeszcze w tym samym roku, 9 maja, podczas spotkania z Włókniarzem Częstochowa.
Przez 26 lat (1976–2001) był wierny swojemu macierzystemu klubowi, Unii Leszno. W latach 2002–2003 reprezentował barwy WKM Warszawa. Przez dwa sezony (1980–1981) startował na torach angielskich, w drużynie Hackney Hawks (wraz z Zenonem Plechem i Andrzejem Huszczą). Karierę zawodniczą zakończył w 2003 roku.

### Kariera trenerska
W sezonach 2008 i 2009 trener Unii Tarnów, a od 2010 – Unii Leszno.

## Osiągnięcia
Indywidualne Mistrzostwa Świata
- 1987 –  Amsterdam – 14. miejsce – 8 pkt → wyniki
- 1988 –  Vojens – 16. miejsce – 2 pkt → wyniki
- 1994 –  Vojens – jako rezerwowy – 0 pkt → wyniki

Indywidualne Mistrzostwa Świata Juniorów
- 1978 –  Lonigo – 16. miejsce – 2 pkt → wyniki

Drużynowe Mistrzostwa Świata
- 1980 –  Wrocław – 3. miejsce – 5 pkt → wyniki
- 1984 –  Leszno – 4. miejsce – 1 pkt → wyniki

Mistrzostwa Świata Par
- 1987 –  Pardubice – 9. miejsce – 6 pkt → wyniki
- 1988 –  Bradford – 9. miejsce – 8 pkt → wyniki
- 1989 –  Leszno – 9. miejsce – 0 pkt → wyniki

Indywidualne Mistrzostwa Polski
- 1980 – Leszno – 5. miejsce – 10 pkt → wyniki
- 1981 – Leszno – 1. miejsce – 15 pkt → wyniki
- 1982 – Zielona Góra – 3. miejsce – 13 pkt → wyniki
- 1983 – Gdańsk – 15. miejsce – 0 pkt → wyniki
- 1984 – Gorzów Wielkopolski – 12. miejsce – 4 pkt → wyniki
- 1985 – Gorzów Wielkopolski – 11. miejsce – 4 pkt → wyniki
- 1986 – Zielona Góra – 16. miejsce – 0 pkt → wyniki
- 1987 – Toruń – 3. miejsce – 23 pkt → wyniki
- 1988 – Leszno – 1. miejsce – 25+3 pkt → wyniki
- 1990 – Lublin – 6. miejsce – 9 pkt → wyniki
- 1991 – Toruń – 8. miejsce – 7 pkt → wyniki
- 1993 – Bydgoszcz – 9. miejsce – 7 pkt → wyniki
- 1996 – Warszawa – 3. miejsce – 12 pkt → wyniki

Młodzieżowe Indywidualne Mistrzostwa Polski
- 1976 – Opole – 9. miejsce – 7 pkt → wyniki
- 1977 – Bydgoszcz – 7. miejsce – 8 pkt → wyniki
- 1978 – Leszno – 3. miejsce – 13 pkt → wyniki
- 1979 – Leszno – 3. miejsce – 12+3 pkt → wyniki

Mistrzostw Polski Par Klubowych
- 1981 – Toruń – 4. miejsce – 16 pkt → wyniki
- 1982 – Gorzów Wielkopolski – 2. miejsce – 15 pkt → wyniki
- 1984 – Toruń – 1. miejsce – 9 pkt → wyniki
- 1986 – Toruń – 4. miejsce – 18 pkt → wyniki
- 1987 – Ostrów Wielkopolski – 1. miejsce – 17 pkt → wyniki
- 1988 – Rybnik – 1. miejsce – 24 pkt → wyniki
- 1989 – Leszno – 1. miejsce – 23 pkt → wyniki
- 1990 – Rzeszów – 4. miejsce – 4 pkt → wyniki
- 1991 – Bydgoszcz – 2. miejsce – 14 pkt → wyniki
- 1992 – Gorzów Wielkopolski – 4. miejsce – 10 pkt → wyniki
- 1993 – Grudziądz – 5. miejsce – 9 pkt → wyniki
- 1994 – Leszno – 2. miejsce – 10 pkt → wyniki
- 1996 – Gniezno – 5. miejsce – 9 pkt → wyniki
- 1999 – Leszno – 2. miejsce – 13 pkt → wyniki

Młodzieżowe Drużynowe Mistrzostwa Polski
- 1976 – Bydgoszcz – 4. miejsce – 4 pkt → wyniki
- 1977 – Opole – 1. miejsce – 11 pkt → wyniki
- 1978 – 4 rundy – 1. miejsce → wyniki
- 1979 – 4 rundy – 1. miejsce → wyniki

Drużynowe Mistrzostwa Polski
- Zdobył 5 złotych (1979, 1980, 1987, 1988, 1989), 3 srebrne (1977, 1982, 1983) i 4 brązowe medale (1976, 1981, 1985, 1986)

Drużynowy Puchar Polski
- Dwukrotnie I m-ce (1978, 1979), dwukrotnie II m-ce (1997, 1998)

Indywidualny Puchar Polski
- 1986 – Tarnów – 6. miejsce – 9 pkt → wyniki
- 1987 – Gniezno – 3. miejsce – 13 pkt → wyniki
- 1989 – Ostrów Wielkopolski – 2. miejsce – 14 pkt → wyniki

Złoty Kask
- 1978 – Chorzów – zakwalifikował się do finału, ale nie wystąpił → wyniki
- 1979 – 4 rundy – 12. miejsce – 21 pkt → wyniki
- 1982 – Leszno – 1. miejsce – 15 pkt → wyniki
- 1984 – Wrocław – 1. miejsce – 14 pkt → wyniki
- 1986 – 4 rundy – 1. miejsce – 50 pkt → wyniki
- 1987 – 4 rundy – 3. miejsce – 42 pkt → wyniki
- 1990 – 6 rund – 2. miejsce – 61 pkt → wyniki
- 1992 – Wrocław – 2. miejsce – 12 pkt → wyniki
- 1993 – Wrocław – 9. miejsce – 7 pkt → wyniki
- 1994 – Wrocław – 7. miejsce – 8 pkt → wyniki
- 1995 – Wrocław – 4. miejsce – 10 pkt → wyniki
- 1996 – Wrocław – 3. miejsce – 10+3 pkt → wyniki
- 1997 – Wrocław – 12. miejsce – 5 pkt → wyniki
- 1998 – Wrocław – 7. miejsce – 8 pkt → wyniki
- 1999 – Wrocław – 10. miejsce – 7 pkt → wyniki
- 2002 – Bydgoszcz – 16. miejsce – 0 pkt → wyniki

Srebrny Kask
- 1976 – Ruda Śląska, Zielona Góra – 2. miejsce – 9 pkt → wyniki
- 1977 – Ruda Śląska, Lublin – 8. miejsce – 12 pkt → wyniki
- 1979 – Zielona Góra – 1. miejsce – 14 pkt → wyniki

### Drużynowe Mistrzostwa Polski – Sezon Zasadniczy Najwyższej Klasy Rozgrywkowej[2]
| Sezon | Klub        | Miejsce | Liga               | Średnia/bg | Średnia/mc  | Pkt      | Bonusy | Razem    | Komplety        | Biegi  | Mecze |
| ----- | ----------- | ------- | ------------------ | ---------- | ----------- | -------- | ------ | -------- | --------------- | ------ | ----- |
| 1981  | Unia Leszno |         | 1 Liga             | 2,333 (8)  | 11,733 (6)  | 176 (10) | 6      | 182 (10) | 4 – (1 pł.)     | 78     | 15    |
| 1982  | Unia Leszno |         | 1 Liga             | 2,697 (1)  | 13,824 (1)  | 235 (1)  | 5      | 240 (1)  | 9 (1) – (2 pł.) | 89     | 17    |
| 1983  | Unia Leszno |         | 1 Liga             | 2,483 (6)  | 11,833 (9)  | 142 (22) | 2      | 144 (23) | 2               | 58     | 12    |
| 1984  | Unia Leszno | Dysk.   | 1 Liga             | 2,708 (2)  | 13,056 (4)  | 235 (3)  | 6      | 241 (2)  | 9 (1) – (2 pł.) | 89     | 18    |
| 1985  | Unia Leszno |         | 1 Liga             | 2,564 (4)  | 13,167 (2)  | 237 (2)  | 4      | 241 (2)  | 5 – (1 pł.)     | 94     | 18    |
| 1986  | Unia Leszno |         | 1 Liga             | 2,589 (3)  | 12,889 (4)  | 232 (4)  | 1      | 233 (4)  | 6               | 90     | 18    |
| 1987  | Unia Leszno |         | 1 Liga             | 2,759 (1)  | 13,059 (3)  | 222 (6)  | 7      | 229 (5)  | 8 – (2 pł.)     | 83     | 17    |
| 1988  | Unia Leszno |         | 1 Liga             | 2,639 (2)  | 12,294 (5)  | 209 (5)  | 10     | 219 (5)  | 9 (1) – (3 pł.) | 83     | 17    |
| 1989  | Unia Leszno |         | 1 Liga             | 2,447 (5)  | 11,706 (7)  | 199 (7)  | 9      | 208 (7)  | 4 – (3 pł.)     | 85     | 17    |
| 1990  | Unia Leszno | 6       | 1 Liga             | 2,081 (11) | 10,333 (8)  | 124 (16) | 5      | 129 (16) | 1               | 62     | 12    |
| 1991  | Unia Leszno | 7       | 1 Liga             | 2,014 (15) | 10,692 (8)  | 139 (5)  | 4      | 143 (6)  | 0               | 71     | 13    |
| 1993  | Unia Leszno | 7       | 1 Liga             | 1,960 (15) | 10,222 (10) | 184 (7)  | 10     | 194 (6)  | 2 – (1 pł.)     | 99 (1) | 18    |
| 1994  | Unia Leszno | 9       | 1 Liga             | 2,242 (8)  | 11,444 (7)  | 206 (3)  | 7      | 213 (4)  | 3 – (1 pł.)     | 95     | 18    |
| 1997  | Unia Leszno | 5       | 1 Liga             | 2,065 (20) | 10,333 (18) | 186 (12) | 6      | 192 (13) | 2 – (2 pł.)     | 93     | 18    |
| 1998  | Unia Leszno | 4       | 1 Liga             | 2,024 (16) | 9,444 (15)  | 170 (8)  | 2      | 172 (9)  | 0               | 85     | 18    |
| 1999  | Unia Leszno | 5       | 1 Liga             | 2,079 (12) | 9,556 (20)  | 172 (15) | 13     | 185 (11) | 1               | 89     | 18    |
| 2000  | Unia Leszno | 7       | Ekstraliga żużlowa | 1,918 (16) | 8,538 (21)  | 111 (18) | 6      | 117 (19) | 0               | 61     | 13    |
| 2001  | Unia Leszno | 7       | Ekstraliga żużlowa | 1,297 (38) | 4,889 (41)  | 44 (41)  | 4      | 48 (43)  | 0               | 37     | 9     |

W nawiasie miejsce w danej kategorii (śr/m oraz śr/b – przy założeniu, że zawodnik odjechał minimum 50% spotkań w danym sezonie)

## Inne ważniejsze turnieje
Memoriał im. Edwarda Jancarza w Gorzowie Wielkopolskim
- 1992 – 9. miejsce – 7 pkt → wyniki
- 1994 – 8. miejsce – 8 pkt → wyniki
- 1997 – 7. miejsce – 8 pkt → wyniki
- 1998 – 2. miejsce – 12+2 pkt → wyniki

Memoriał Alfreda Smoczyka w Lesznie
- 1976 – 3. miejsce – 11 pkt → wyniki
- 1977 – jako rezerwowy – 4 pkt → wyniki
- 1979 – 9. miejsce – 7 pkt → wyniki
- 1982 – 1. miejsce – 15 pkt → wyniki
- 1983 – 1. miejsce – 11 pkt → wyniki
- 1984 – 7. miejsce – 9 pkt → wyniki
- 1986 – 1. miejsce – 13+3 pkt → wyniki

Kryterium Asów Polskich Lig Żużlowych w Bydgoszczy
- do uzupełnienia

m.in. trzykrotnie I m-ce (1986, 1989, 1999)
Łańcuch Herbowy Miasta Ostrowa Wielkopolskiego
- do uzupełnienia

m.in. trzykrotnie I m-ce (1994, 1999, 2000)
Puchar Międzynarodowych Targów Poznańskich w Poznaniu
- m.in. dwukrotnie I m-ce (1981, 1987)